# Sony SmartShot ILCE-QX1
Sony QX1 (модель SmartShot ILCE-QX1) смарт-фотокамера со сменным объективом представленной компанией Sony 3 сентябре 2014 года.   
Она имеет 20,1-мегапиксельный датчик APS-C-размера, использует сменный объектив E, поддерживает мощный зум, но не стабилизирует изображение в корпусе, а также имеет встроенную вспышку в отличие от других моделей QX. 

## Особенности

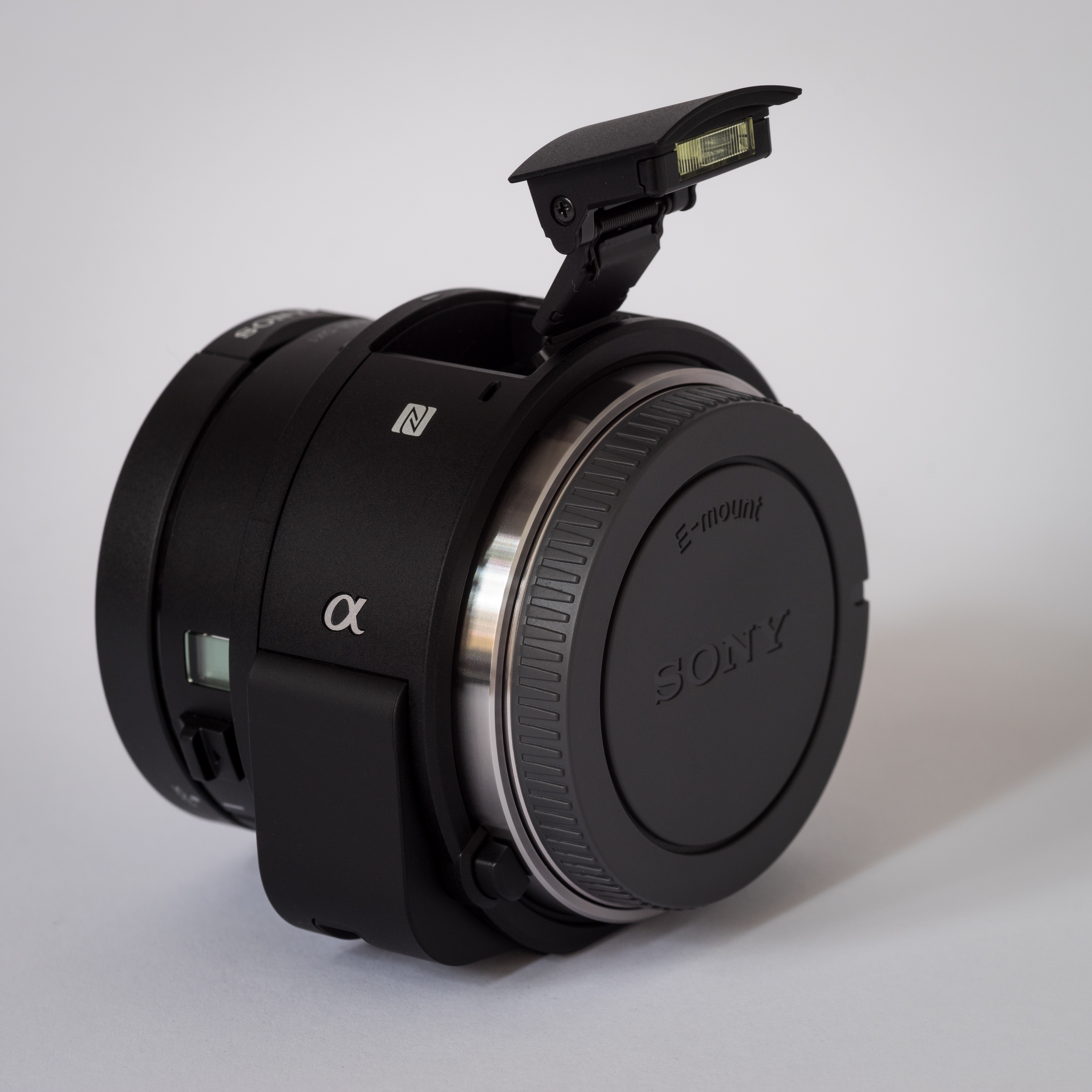
Sony ILCE-QX1 с открытой вспышкой

На самом ILCE-QX1 есть кнопки выключения, всплывающая вспышка, кнопка спуска объектива и затвора,  для автономной съемки. Но из-за своего дизайна в стиле объектива, модуль камеры требует устройства iOS или Android, подключенного через Wi-Fi камеры через мобильное приложение Imaging Edge (ранее PlayMemories), чтобы использовать экран устройства в качестве видоискателя и элементов управления камерой, а также служить дополнительным носителем информации через встроенную функцию беспроводной передачи файлов.
ILCE-QX1 работает с в форматом RAW, но RAW-файлы могут быть непосредственно переданы по беспроводной сети только на устройства Android, а не на iOS, (сентябрь 2014 года). Видео  в формате Full HD со скоростью 30 кадров в секунду,  время автономной работы примерно 440 кадров.